# Ganzenöd
Ganzenöd ist ein Gemeindeteil des Marktes Isen im oberbayerischen Landkreis Erding.

## Lage
Der Weiler Ganzenöd liegt oberhalb des Bachleitner Grabens in der Gemarkung Westach 1,1 Kilometer westlich von Isen.

## Bevölkerungsentwicklung
Um 1871 gab es in Ganzenöd 13 Einwohner. Im Mai 1987 lebten dort sechs Einwohner in drei Wohngebäuden.
| Jahr      | 1871 | 1925 | 1950 | 1970 | 1987 |
| Einwohner | 13   | 7    | 14   | 6    | 6    |